# Balasagoen
Balasagoen (Kirgizisch: Баласагун) was een oude Sogdische stad in het hedendaagse Kirgizië, gelegen in de Tsjoejvallei tussen Bisjkek en het Issyk Koelmeer, 12 kilometer ten zuidoosten van Tokmok.

## Geschiedenis
De stad werd gesticht door de Sogden. Het Sogdisch, een Iraanse taal, was in deze stad nog tot de 11e eeuw in gebruik.
Nadat de stad in de 9e eeuw door de Karachaniden was veroverd verdrong Balasagoen snel Suyab als het belangrijkste politieke en economische centrum van de Tsjoeivallei. De Oeigoerse dichter Joesoef Chass Hajib, bekend door het schrijven van de Koetadgoe Bilig, wordt verondersteld in de 11e eeuw in Balasagoen te zijn geboren.
Het was de hoofdstad van het Karachaniden-kanaat van de 10e eeuw, tot het in de 12e eeuw werd ingenomen door het Kara-Kitan-kanaat. In 1218 werd ze veroverd door de Mongolen, die haar Gobalik ("mooie stad") noemden. De stad had ook een omvangrijke nestoriaanse christelijke bevolking. Een kerkhof was nog tot in de 14e eeuw in gebruik.
Na de Mongoolse verovering in de 13e eeuw daalde haar welvaart. Sinds de 14e eeuw is Balasagoen slechts een dorp met veel ruïnes.
De Boerana-site, 6 km van het huidige dorp Balasagun, was de westkant van de oude stad. Het omvat de Boerana-minaret en een veld van steles, de bal-bals. De toren is een 11e-eeuwse minaret gebouwd op de ruïnes van de oude stad Balasagoen. Oorspronkelijk was hij 46 m, maar verschillende aardbevingen door de eeuwen heen veroorzaakten veel schade en hij is nu 24 m hoog. In de jaren 1970 is een grote restauratie uitgevoerd.
- Library of Congress Control Number: no2010199122
- Nationale Bibliotheek van Israël: 987012272142805171
- Virtual International Authority File: 160838120